# João de Moscou
João de Moscou foi um beato, louco por Cristo e fazedor de milagres russo, nascido nos subúrbios de Vologda, na Rússia. Ele passou a sua juventude como operário numa salina local e como carregador de água. Sua obra foi toda baseada em disciplina espiritual aliada com um compromisso muito forte com jejuns e orações.
Com o passar dos anos, ele terminou por se mudar para a comunidade de Rostov, onde ele começou a explorar a sua santa loucura em favor de Cristo
| “ | Ele vestia correntes com pesadas cruzes de metal e, em sua cabeça, um pesado chapéu de ferro, motivo pelo qual o chamavam de "João do Grande Chapéu". Em Moscou, ele andava descalço e quase nu, mesmo no mais rigoroso frio, e ele previu grandes desgraças para a Rússia, como o Tempo de Dificuldades e a invasão dos poloneses, dizendo "em Moscou haverá muitos demônios, visíveis e invisíveis" | ” |

Ele falava a verdade sem medo, mesmo para os mais afortunados social ou politicamente, como o próprio czar da Rússia, Boris Godunov. Antes de morrer, João indicou para si uma cova na igreja de Pokrov em Rva, posteriormente chamada de Catedral de São Basílio. Tendo se preparado para ele, ele retirou as correntes e se molhou por três vezes. Antes de sua morte (1589), ele apresentou também o dom da cura. Ele é venerado em Moscou como vidente e taumaturgo. Em 12 de junho de 1672, suas relíquias foram descobertas sob a cripta de uma das capelas da Catedral de São Basílio.
Sua Vita e os serviços litúrgicos em sua honra foram preservados em manuscritos do século XVII.